# Saron, Asby
Saron, Asby är en kyrkobyggnad i Asby. Kyrkan tillhör Asby baptistförsamling (Örebromissionen) som numera är en del av Evangeliska Frikyrkan.
I kyrkan fanns ett harmonium och piano.